# New Rockford (Dakota del Norte)
New Rockford es una ciudad ubicada en el condado de Eddy en el estado estadounidense de Dakota del Norte. En el censo de 2010 tenía una población de 1391 habitantes y una densidad poblacional de 348,52 personas por km².

## Geografía
New Rockford se encuentra ubicada en las coordenadas 47°40′44″N 99°8′3″O / 47.67889, -99.13417. Según la Oficina del Censo de los Estados Unidos, New Rockford tiene una superficie total de 3.99 km², de la cual 3.92 km² corresponden a tierra firme y (1.75%) 0.07 km² es agua.

## Demografía
Según el censo de 2010, había 1391 personas residiendo en New Rockford. La densidad de población era de 348,52 hab./km². De los 1391 habitantes, New Rockford estaba compuesto por el 95.69% blancos, el 0.07% eran afroamericanos, el 1.65% eran amerindios, el 0.36% eran asiáticos, el 0.14% eran isleños del Pacífico, el 0.86% eran de otras razas y el 1.22% pertenecían a dos o más razas. Del total de la población el 2.95% eran hispanos o latinos de cualquier raza.